# Intsika Yethu
Intsika Yethu est une municipalité locale située dans le district de Chris Hani, dans la province du Cap oriental, en Afrique du Sud. En 2011, sa population est de 145 372 habitants.

## Source
- (en) Cet article est partiellement ou en totalité issu de l’article de Wikipédia en anglais intitulé « Intsika Yethu Local Municipality » (voir la liste des auteurs).